# Psilocerea leptosyne
Psilocerea leptosyne là một loài bướm đêm trong họ Geometridae.